# ダービー (ミサイル)
ダービーは、イスラエルのラファエル・アドバンスド・ディフェンス・システムズ社が開発した視程外射程ミサイル。弾体の空力設計は、多くの点でパイソン5短距離空対空ミサイルの技術に基づいているが、アクティブ・レーダー・ホーミング誘導方式を採用した中距離空対空ミサイルとされている。

## 開発
ダービーは、1980年代の初期に開発が開始され、1990年代半ばに公開された。1998年に運用が開始され、6カ国で運用中である。2015年には改良型のI-ダービーとその射程延長型のI-ダービーERが公開された(後述)。

## 設計
ダービーは軽量であること特色とし4つの主翼と尾翼の4つの従来型の平面フィンを装備、極めて高い機動性と運用の柔軟性増加、マルチショット機能を提供するように設計されている。シーカーのレーダーはルックダウン/シュートダウン機能を有しており、地平線のラインより下あるいはラインに沿った目標への攻撃を可能としている。このシーカーはオフボアサイトへの攻撃能力を持ち、ヘッドマウントディスプレイと連動による発射前ロックオン（LOBL）や中間アップデート誘導を用いることによる発射後ロックオン（LOAL）が可能である。中間誘導が必要ない状態ではファイア・アンド・フォーゲット機能を備え、必要に応じて敵対的な環境での動作のために高度なプログラマブルECCMの装備も可能である。弾頭はの高爆発断片化（HE-FRAG）弾頭23kgを搭載し、非装甲目標と軽素材目標に対処できる。
2015年にパリ航空ショーにおいて公開されたI-ダービーはシーカーを進行波管ベースのものからアイアンドームのタミールミサイルで実証済みの技術をもとに開発した再プログラムが可能なソフトウェア定義シーカー（SDR）に換装している。SDRの使用は、20-30年の寿命を通じて進化する可能性のある新しい波形、デューティサイクルおよび処理技術、新しい対抗策や技術を含む脅威に対してソフトウェアのアップグレードで対応出来ることを意味する。同時に発表されたI-ダービーERは、弾頭のヒューズとシーカーを統合して空いたスペースにデュアルパルスブースターを装備して射程を100km以上に延長したもので、メーカーでは「ミーティアと同様の性能を80%のコストで実現でき、AIM-120C-7よりも優れている」と主張している。どちらも寸法に変化はなくダービーが運用できる機体なら問題なく使用できる。この派生型の開発によりダビデスリング地対空ミサイルをベースにした空対空型であるパイソン6の開発は中止された。

## 派生型

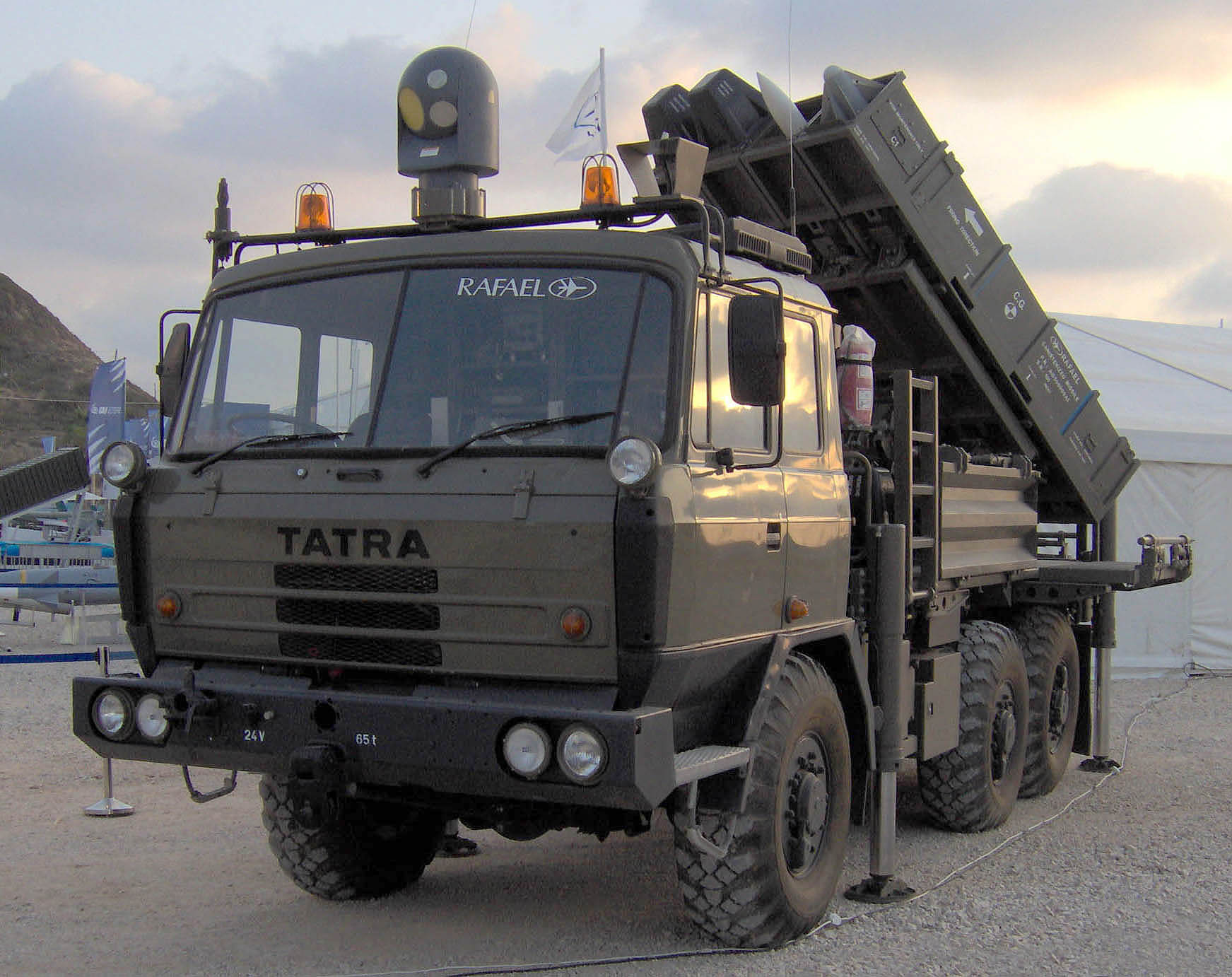
スパイダー・システムの内、ミサイル発射機

派生型としてSPYDER = Surface-to-air PYthon and DERby 地対空ミサイルシステムがあり、ダービーおよびパイソン5が地対空ミサイルとして用いられる。
SPYDER-MR用としてブースターを装備し射程を延ばしたダービーMRと呼ばれるモデルも存在する。
またイスラエルと強固な軍事協力を行っていた南アフリカでは、ダービーをベースとしたほぼ同様のミサイル、Rダーターが運用されていた。

## 対応機種
- F-5EM/FM、タイガーIII[1]
- F-16 (Block 52)[1]
- クフィル[1]
- シーハリアー FRS.51(インド海軍機)[1]
- テジャス[1]

## 採用国
- アルゼンチン - 2003年に60発購入[7]。
- イスラエル - 開発国。
- エクアドル - 2003年に60発購入[7]。
- コロンビア - 2010年に40発購入[7]。